# Фитаза
Фитазы (мио-инозитол-1,2,3,4,5,6-гексакисфосфат-фосфогидролазы) — группа ферментов, относящихся к подклассу фосфатаз, осуществляющих высвобождение хотя бы одного фосфат-иона из молекулы фитиновой кислоты. В результате гидролиза фитиновой кислоты образуются низшие, то есть содержащие менее шести остатков фосфорной кислоты, инозитолфосфаты, инозитол и неорганический фосфат, а также высвобождаются связанные с фитатами катионы.

## История открытия
Впервые фитазная активность была обнаружена в рисовых отрубях и крови телят, то есть в составе различных живых организмов. Позже фитазы были найдены у бактерий и грибов, в том числе дрожжей. Считают, что в составе пищеварительных секретов моногастричных животных, включая человека, отсутствуют фитазы, а гидролиз фитатов осуществляется под воздействием ферментов микрофлоры и кислой среды желудка. Сегодня известно множество ферментов с фитазной активностью, число которых постоянно растет (Haefner S. et. al., 2005; Oh B. C. et. al., 2004; Vats P., Banerjee U. C., 2004).

## Ферментативные свойства
Фитазы относятся к классу гидролаз и подклассу фосфатаз, которые катализируют гидролиз моноэфиров фосфорной кислоты. Фитазы осуществляют ступенчатое отщепление ортофосфат-ионов от фитиновой кислоты с образованием в качестве промежуточных продуктов пента-, тетра-, три-, ди- и монофосфатов инозитола (Nayani N. R., Markakis P., 1986).
В соответствии с Международной номенклатурой ферментов IUPAC-IUBMB различают три типа фитаз: 3-фитазы, 5-фитазы и 4/6-фитазы. Фитазы различных типов начинают трансформацию фитиновой кислоты с гидролиза эфирной связи при различных атомах углерода инозитольного кольца, в результате чего образуются различные изомеры низших инозитолфосфатов. Механизм гидролиза фитатов и структура белковых молекул фитаз одного типа могут различаться. Фитазы одного и того же типа могут быть отнесены к кислым, нейтральным или щелочным фосфатазам, в зависимости от оптимального уровня рН.

## Применение в животноводстве
Большая часть (около 2/3) общего фосфора в растительных кормах представлена в виде солей фитиновой кислоты — фитатов (Simons P. C. M. et. al., 1990). Фитаза осуществляет как синтез, так и гидролиз фитиновой кислоты. Вследствие неспособности сельскохозяйственных животных и птицы продуцировать эндогенную фитазу, фосфор, кальций, белки и другие связанные фитиновой кислотой питательные вещества, становятся менее доступными. Для рационального использования питательного потенциала кормов и получения более экономичной и экологически чистой продукции животноводства и птицеводства целесообразно использовать микробную фитазу. Обогащение рациона микробной фитазой делает более доступными фосфор, кальций, цинк и медь, улучшает переваримость корма и стимулирует прирост живой массы. Эффективность использования микробной фитазы зависит от дозы, соотношения в рационе кальция и фосфора (Са: Р), обеспеченности витамином D3, состава рациона, возраста и генетических особенностей животных и птицы.